# Острови Сацунан

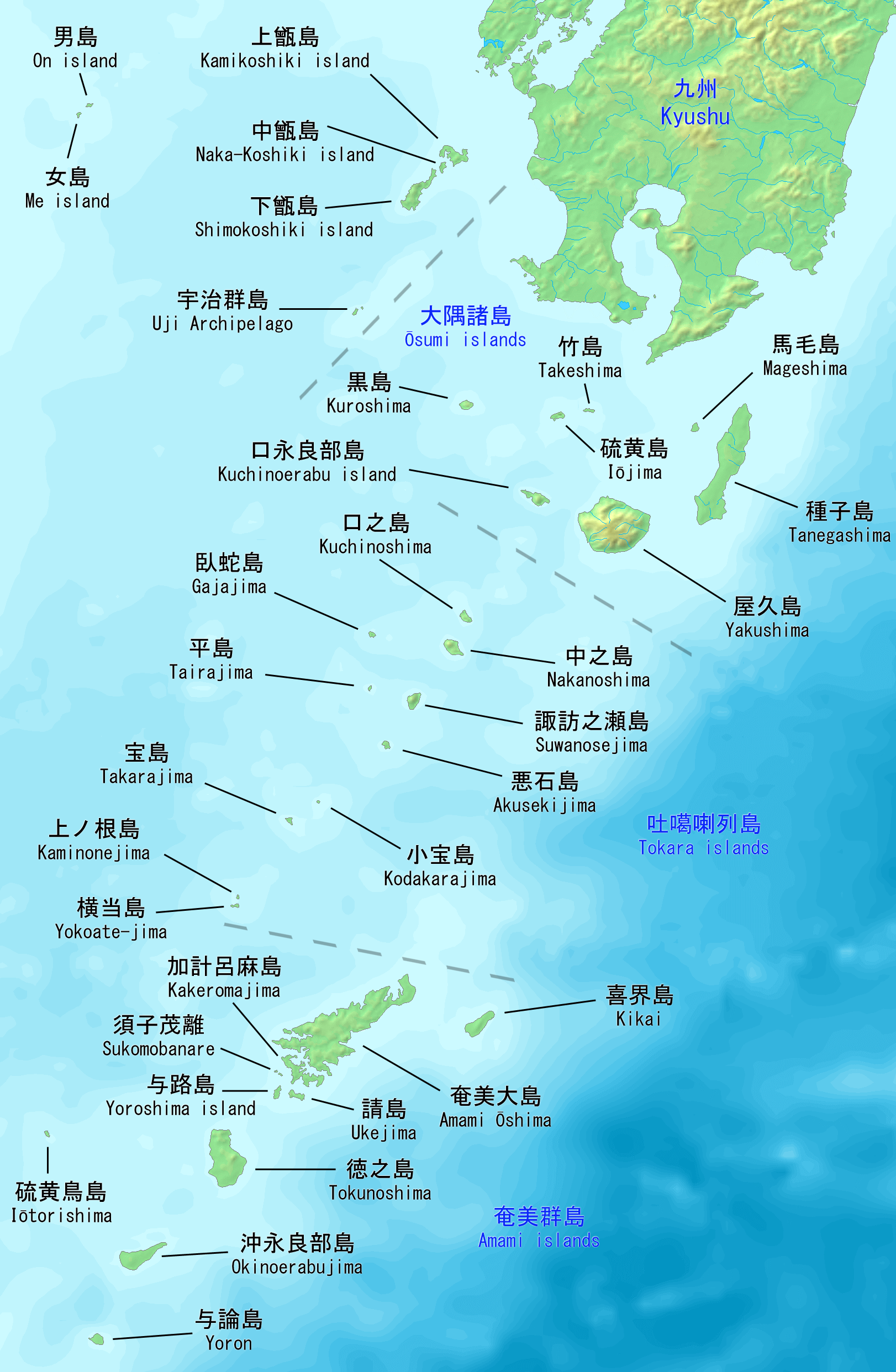
Острови Сацунан

Острови Сацунан (яп. 薩南諸島,, Сацунан-шото)  — геополітична назва групи островів, що утворює північну частину островів Рюкю. Ця острівна група належить до префектури Каґосіма, Японія.

## Основні острови
До островів Сацунан належать:
- Острови Осумі:
  - Танеґасіма, Якусіма, Кучіноерабу-дзіма, Маґесіма, які формують північно-східну групу.
  - Такесіма[en], Іодзіма, Куросіма[en], які формують північно-західну групу.
- Острови Токара: Кучіносіма[en], Наканосіма, Ґаджадзіма, Суваноседзіма[en], Акусекідзіма[en], Тайрадзіма[en], Кодакарадзіма[en], Такарадзіма[en].
- Острови Амамі: Амамі Осіма, Кікаідзіма, Какеромадзіма[en], Йоросіма[en], Укедзіма[en], Токуносіма, Окіноерабудзіма, Йорондзіма.

## Історія
Хоча Сацунан буквально означає південь провінції Сацума, північно-східна група островів Осумі формувала провінцію Тане протягом короткого періоду часу у 8-му та 9-му століттях, а потім була приєднана до провінції Осумі. Острови Токара та північно-західна група островів Осумі належали до повіту Каванабе провінції Сацума. Острови Амамі платили данину королівству Рюкю, розміщеному на південь від них, поки вони не були взяті Рюкю під безпосередній контроль в кінці 16 століття. Однак вже в 1609 році вони були завойовані доменом Сацуми.
У 1879 році острови Амамі були включені до повіту Осіма префектури Каґосіма. Острови Токара і північно-західна група островів Осумі були включені до повіту Осіма в 1897 році, а потім до повіту Каґосіма в 1973 році. Після Другої світової війни острови Токара та Амамі потрапили під військову окупацію США, яка сформувала уряд Північного Рюкю. Острови Токара були повернуті Японії в 1952 році, а потім острови Амамі в грудні 1953 року.